# Jefferson Alexander Cepeda
Jefferson Alexander Cepeda Ortiz (El Playón de San Francisco, 16 juni 1998) is een Ecuadoraans wielrenner die anno 2023 voor EF Education-EasyPost uitkomt. Zijn neef Jefferson Alveiro Cepeda is ook wielrenner.

## Biografie
Cepeda reed in 2017 en 2018 voor Team Ecuador. Hij wist daar in 2017 tweede te worden bij het tijdrijden op het nationaal kampioenschap voor beloften. In 2018 won hij de tijdrit en werd hij derde in de wegwedstrijd. Ook wist hij in deze periode meerdere kleine wedstrijden in Zuid-Amerika te winnen. Zo won hij de Vuelta a Nariño in Colombia en de Clásica Hector Chiles in Ecuador.
In 2019 reed hij niet voor een professioneel team, maar wist hij wel meerdere kleine koersen te winnen. Ook won hij dat jaar een etappe in de Ronde van de Toekomst en een etappe in de Clásico RCN.
Sinds 2020 rijdt hij bij Androni Giocattoli-Sidermec. In dat jaar reed hij ook voor het eerst een grote ronde, de Ronde van Italië.

## Palmares

### Overwinningen
2018
 Ecuadoriaans kampioen tijdrijden, Beloften
2019
4e etappe Clásico RCN
10e etappe Ronde van de Toekomst
2021
Jongerenklassement Ronde van de Alpen
 Ecuadoriaans kampioen op de weg
1e etappe Ronde van Savoie-Mont Blanc
Eind- en puntenklassement Ronde van Savoie-Mont Blanc
2023
Jongerenklassement Ronde van Sicilië
2e etappe Ronde van de Ain
2024
2e etappe Ronde van de Ain
Eindklassement Ronde van de Ain

## Resultaten in voornaamste wedstrijden
| Jaar | Ronde van Italië | Ronde van Frankrijk | Ronde van Spanje |
| ---- | ---------------- | ------------------- | ---------------- |
| 2020 | 78e              |                     |                  |
| 2021 | opgave           |                     |                  |
| 2022 | opgave           |                     |                  |
| 2023 | 53e              |                     |                  |
| 2024 | 71e              |                     | 46e              |
| 2025 | 51e              |                     |                  |

| Jaar | Ronde van Lombardije | Strade Bianche | Clásica San Sebastián |  | WK op de weg |
| ---- | -------------------- | -------------- | --------------------- |  | ------------ |
| 2020 |                      |                |                       |  |              |
| 2021 | opgave               | buit.tijd      |                       |  |              |
| 2022 |                      |                |                       |  |              |
| 2023 |                      |                |                       |  | opgave       |
| 2024 |                      |                |                       |  | opgave       |
| 2025 |                      |                | 85e                   |  |              |

### Resultaten in kleinere rondes
| Jaar | Tirreno-Adriatico | Ronde van het Baskenland | Ronde van Catalonië |
| ---- | ----------------- | ------------------------ | ------------------- |
| 2022 | 30e               |                          |                     |
| 2023 |                   |                          | 25e                 |
| 2024 |                   | 44e                      |                     |

## Ploegen
- 2017 –  Team Ecuador
- 2018 –  Team Ecuador
- 2020 –  Androni Giocattoli-Sidermec
- 2021 –  Androni Giocattoli-Sidermec
- 2022 –  Drone Hopper-Androni Giocattoli (tot 31/7)
- 2022 –  EF Education-EasyPost (vanaf 1/8)
- 2023 –  EF Education-EasyPost
- 2024 –  EF Education-EasyPost
- 2025 –  EF Education-EasyPost

Alba · Bais · Benedetti · Bisolti · Cepeda (tot 31/7) · Chirico · Grosu · Holther · Marchiori · Marengo · Merchan · Muñoz · Piccolo (vanaf 24/6 tot 31/7) · Ponomar · Ravanelli · Restrepo · Rojas · Sepúlveda · Tagliani · Tesfatsion · Umba · Vigo · Zardini · Zurita
Arroyave Cañas · Bettiol · Bissegger   · Caicedo · Camargo · Carr · Carthy · Cepeda (vanaf 1/8) · Chaves · Cort · Doull · Eiking · Guerreiro · Healy · Howes (tot 31/7) · Keukeleire · Kudus · Langeveld · Morton (tot 31/7) · Nakane · Padun · Piccolo (vanaf 1/8) · Powless · Quinn · Rutsch · Scully · Shaw · Steinhauser · Urán · Valgren · J. van den Berg · M. van den Berg · Wiśniowski
Amador · Bettiol · Bissegger   · Caicedo · Camargo · Carapaz · Carr · Carthy · Cepeda · Chaves · Cort · de Bod · Doull · Eiking · Healy · Honoré · Keukeleire · Kudus · Padun · Piccolo · Powless · Quinn · Rutsch · Scully · Shaw · Steinhauser · Urán · J. van den Berg · M. van den Berg · Wiśniowski · van der Lee (stagiair)
Amador · Beloki · Bettiol(tot 14/8) · Bissegger · Carapaz · Carr · Carthy · Cepeda · Chaves · Costa · de Bod · Doull · Healy · Honoré · Nerurkar · Piccolo(tot 21/6) · Powless · Quinn · Rafferty · Rootkin-Gray · Rutsch · Ryan · Shaw · Steinhauser · Sweeny · Todome · Urán · Valgren · van den Berg · van der Lee · Hlady (stagiair) · Lovidius (stagiair)